# Alexandra Gonin
Pour les articles homonymes, voir Gonin.
Alexandra Gonin est une actrice, danseuse et nageuse synchronisée française, née le 26 mars 1967 à Paris.

## Biographie
Elle est principalement connue pour avoir interprété le rôle de Samantha Fontanet dans les films La Boum et La Boum 2, mais également pour ses brèves apparitions au détour d'une série ou plus rarement dans des longs-métrages.
Elle se forme à la danse classique, aux claquettes, au jazz et au chant ; en 1978, elle entre comme petit rat à l'école de danse de l'Opéra de Paris.
Elle a intégré le ballet de l'Opéra de Paris dont elle a été soliste de 1993 à 1995. Elle a dansé dans un ballet avec Claude Bessy (ancienne directrice de l'école de danse de l'Opéra de Paris).
Le 7 janvier 1998, Alexandra Gonin et Grégori Baquet, son compagnon, deviennent parents d'un fils, Théophile Baquet. En septembre 2011, celui-ci, alors âgé de 13 ans et demi, est à l'affiche de La Nouvelle Guerre des boutons dans le rôle de Grangibus,. En 2004, elle est responsable de casting pour l'émission Le Pensionnat de Chavagnes.
Elle est retraitée de l'Opéra de Paris en 2007 ; en 2011, elle devient professeur remplaçante de danse classique au conservatoire de danse à Nanterre.
En 2017, une vidéo la montre participant à la classique Chamonix-Zermatt un raid pédestre entre les deux villes des Alpes ; on peut notamment la voir faire « le Y » et jouer des claquettes avec des crampons aux pieds.

## Études musicales et chorégraphiques
- 1977-1982 : École de danse de l'Opéra de Paris
- 1983-1995 : Soliste du Ballet de l'Opéra national de Paris
- Premier prix du conservatoire de région de Boulogne-Billancourt
- Chant lyrique au conservatoire de Suresnes (soprano)
- Chant jazz à l'IACP (S. Lazarus, S. Crawford)
- Professeur de danse classique, titulaire du diplôme d'État : conservatoire supérieur de Nanterre
- Professeur de comédie musicale : école de cinéma de Paris E.I.C.A.R section actorat

## Filmographie

### Cinéma
- 1980 :  La Boum, de Claude Pinoteau :  Samantha Fontanet
- 1982 :  La Boum 2, de Claude Pinoteau :  Samantha Fontanet
- 1984 :  Les parents ne sont pas simples cette année, de Marcel Jullian : Marie
- 1991 : Zapping, d'Ivan Sadik (Court-métrage)
- 1992 : La Voix, de Pierre Granier-Deferre
- 1995 : Roulette russe de Pierre Renard (Court-métrage)
- 1996 : Le Dernier Chaperon rouge, de Jan Kounen (Court-métrage)
- 1996 : Le secret de polichinelle, de Franck Landron (Court-métrage)
- 2002 : Un océan de blé, de Pascale Rocard (Court-métrage)
- 2002 : Paradisco, de Stéphane Ly-Cuong (Court-métrage)

### Télévision
- 1989 : Orages d'été de Jean-Pierre Jaubert (série télévisée) : Marina
- 1991 : Ferbac - épisode 1 Mariage mortel, de Marc Rivière (Téléfilm)
- 1991 : Le premier cercle - The first circle, de Sheldon Larry
- 1995 : Les Garçons de la Plage, de Jean-François Porry (série télévisée) : Laurence
- 1996 : Une femme d'honneur, de Marion Sarraut (série télévisée) : Lorraine
- 1996 : Vieux gamin (Le Refuge no 10) de Claude Grinberg
- 2000 : Un week-end pour le dire de Jean-Pierre Vergne (Téléfilm)
- 2000 : Le Grand Patron, de Claude-Michel Rome (série télévisée) : Alice Catanzaro
- 2000 - 2002 : Les Cordier, juge et flic (série télévisée) : Lise Duval puis Mme Morel
- 2002 : Un week-end pour le dire, de Jean-Pierre Vergne (Téléfilm) : Manuella
- 2006 : SOS 18, de Bruno Garcia (série télévisée): Ariane
- 2009 : Nos années pension (série télévisée) : Madame Bassot
- 2015 : Section de recherches - saison 9, épisode 8 : Innocence sacrifiée : Yolande Perreux

## Spectacles
- La Fièvre des années 80 (Comédie Musicale) d'après Roger Louret (théâtre des Folies Bergère)
- Les Années Twist (Comédie Musicale) d'après Roger Louret (Molière du spectacle musical - Folies Bergère)
- La Cage aux folles (Comédie Musicale) d'Alain Marcel d'après Jean Poiret (théâtre Mogador)
- Réflexion fète (Théâtre) mise en scène de Maurice Baquet (théâtre du renard)
- Show Gene Kelly (Théâtre) mise en scène de Gene Kelly avec Gene Kelly (théâtre du Rond-Point)
- La Tempête (Théâtre) de William Shakespeare (théâtre Silvia-Monfort)

## Chorégraphies
- Assistante mise en scène et chorégraphie : Cherbourg / New York  pour Cunnard
- « Autour de la danse » avec les solistes de l'opéra de Paris pour la croisière de la Danse sur le paquebot Queen Elisabeth
- Assistante de Roger Louret sur les chorégraphies « les Années Twist »
- Chorégraphe « Les insolistes » de Gégori Baquet
- Chorégraphie hippodrome de Longchamp « Les Bouygues d'Or » avec Arthur
- Assistante à la mise en scène et chorégraphe Grand Théâtre de Montreux pour la société Hotella « Soirée Danse autour du monde »
- Chorégraphe Elle était une fois, Anne Baquet au théâtre du Ranelagh